# Municipio de Weston (Misuri)
El municipio de Weston (en inglés: Weston Township) es un municipio ubicado en el condado de Platte en el estado estadounidense de Misuri. En el año 2010 tenía una población de 2343 habitantes y una densidad poblacional de 24,02 personas por km².

## Geografía
El municipio de Weston se encuentra ubicado en las coordenadas 39°26′7″N 94°53′42″O / 39.43528, -94.89500. Según la Oficina del Censo de los Estados Unidos, el municipio tiene una superficie total de 97.53 km², de la cual 95.67 km² corresponden a tierra firme y (1.91%) 1.87 km² es agua.

## Demografía
Según el censo de 2010, había 2343 personas residiendo en el municipio de Weston. La densidad de población era de 24,02 hab./km². De los 2343 habitantes, el municipio de Weston estaba compuesto por el 97.23% blancos, el 0.34% eran afroamericanos, el 0.09% eran amerindios, el 0.26% eran asiáticos, el 0.13% eran isleños del Pacífico, el 0.38% eran de otras razas y el 1.58% pertenecían a dos o más razas. Del total de la población el 2.01% eran hispanos o latinos de cualquier raza.